# Castianeira mestrali
Castianeira mestrali is een spinnensoort uit de familie van de loopspinnen (Corinnidae).
De wetenschappelijke naam van de soort werd in 1921 gepubliceerd door Roger de Lessert.